# Emily Faithfull
Pour les articles homonymes, voir Faithfull (homonymie).
Emily Faithfull (1835–1895) est une philanthrope et militante britannique des droits des femmes durant la période victorienne.

## Biographie
Emily Faithfull naît à Headley Rectory, dans le Surrey. Elle est la plus jeune fille du pasteur Ferdinand Faithfull et d'Elisabeth Mary Harrison. Elle étudie à l'école secondaire de filles de Kensington et est présentée à la cour en 1857.
Vers 1850, elle rejoint le Langham Place Circle un groupe de féministes londoniennes composé de Barbara Bodichon, Bessie Rayner Parkes, Jessie Boucherett, Emily Davies et Helen Blackburn. Le groupe se bat pour la réforme du statut des femmes, le droit de vote, l'emploi et l'amélioration de l'éducation des jeunes filles et des femmes. Le principal centre d'intérêt de Faithfull demeure cependant de faire progresser les possibilités d'emploi offerts aux femmes. En 1859, le Langham Place Circle forme la Society for Promoting the Employment of Women.
A 23 ans, Emily Faithfull commence sa carrière comme journaliste pour l'English Woman’s Journal. En juillet 1859, elle est secrétaire du comité de la Society for Promoting the Employment of Women de Londres. Le comité constate que seuls trois types d'emplois lucratifs sont ouverts aux femmes de la classe moyenne : la couture, l'enseignement ou le service domestique. Il décide de promouvoir d'autres types de professions comme l'impression, la copie de lois, l'art domestique, la coiffure et l'horlogerie. Pour les former, il faut trouver des professionnels qualifiés et Emily Faithfull décide d'apprendre la typographie. Elle crée ensuite The Victoria Press en 1860, à Londres, une imprimerie employant uniquement des femmes. Jusqu’en 1866, l’établissement publie le journal féministe English Woman's Journal. Son imprimerie gagne rapidement une excellente réputation et Emily Faithfull est nommée imprimeuse et éditrice ordinaire de la reine Victoria. En 1863, elle crée le mensuel Victoria Magazine dans lequel, pendant dix-huit ans, elle prône le droit des femmes à un emploi rémunéré.
En 1864, Faithfull est impliquée dans le divorce entre l’Amiral Henry Codrington et son épouse Helen Jane Smith Codrington (1828-1876). Elle accuse l'amiral de tentative de viol mais, pendant la procédure, elle retire ses accusations et refuse de témoigner. La rumeur suggère alors qu'Emily et Helen ont eu une liaison. À la suite de cela, Faithfull détruisit toute sa correspondance personnelle, en particulier les lettres reçues et écrites à sa famille, laissant derrière elle très peu de documents au-delà de ses écrits professionnels et quelques rares lettres et coupures de presses. La réputation de Faithfull est ternie par cette affaire et le Cercle de Langham Place prend ses distances avec elle.

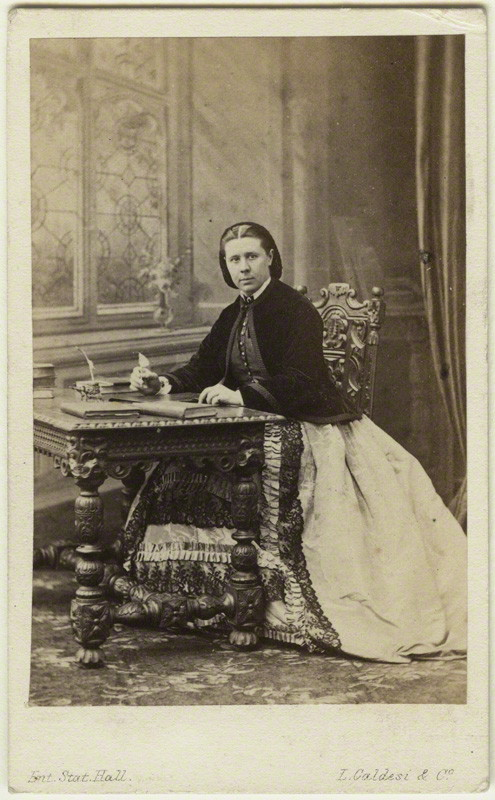
Emily Faithfull, ca. 1860s par Leonida Caldesi (1822-1891), carte-de-visite, 1860s, NPG x46997

Elle compte parmi ses amis Richard Peacock, l’un des fondateurs de la compagnie de chemin de fer Beyer-Peacock, a qui elle dédicace l’édition d’Édimbourg de son livre Trois Voyages en Amérique, avec les mots : ‘À mon ami Richard Peacock Esq. de Gorton Hall’, en 1882. Elle est également le témoin du mariage de la fille de Peacock, Jane Peacock, a William Taylor Birchenough, fils de John Birchenough. Ce dernier est un fabricant mentionné dans ‘Trois voyages en Amérique’ pour le traitement équitable de ses employées dans ses usines de soie à Macclesfield. L'un de ses neveux est l’acteur Rutland Barrington et l'autre un expert en culture indienne John Faithfull Fleet.
En 1888, l'état lui alloue une pension de 50 £. Elle meurt à Manchester.
Elle est l’une des protagonistes du roman ‘The Sealed Letter’ (La Lettre Scellée) d’Emma Donohue, paru en 2008, qui relate le cas de divorce des Codrington en 1864.

## Militantisme
En janvier 1864, elle publie le premier rapport annuel de la Société d'Émancipation des Femmes de Londres, elle publiera ensuite d’autres travaux pour cette société. En 1868, elle publie un roman : Change upon Change. Elle donne de nombreuses conférences, à la fois en Angleterre et aux États-Unis, qu’elle visite en 1872 et en 1882.
Elle est membre de la Society for Promoting the Employment of Women. Elle se bat pour que le métier de typographe (métier lucratif à l'époque) soit ouvert aux femmes. Le syndicat des imprimeurs de Londres proclama alors que les femmes n’avaient ni l’intelligence, ni les compétences physiques pour être typographes.